# Ekhirit-Bulagatsky (huyện)
Huyện Ekhirit-Bulagatsky (tiếng Nga: ? райо́н) là một huyện hành chính tự quản (raion), của Tỉnh Irkutsk, Nga. Huyện có diện tích 2473 kilômét vuông, dân số thời điểm ngày 1 tháng 1 năm 2000 là 30000 người. Trung tâm của huyện đóng ở Ust-Ordynsky.